# Mirxa de Mesena
Mirxa (Mihršāh) foi um suposto nobre persa da dinastia sassânida que viveu no século III. Segundo um fragmento maniqueísta, foi filho do xá Artaxes I (r. 224–242) e irmão de Sapor I (r. 240–270). Em tal documento é descrito como senhor (xá) de Mesena, um dos países que constituíam o Império Sassânida na Baixa Mesopotâmia.